# Битка за Берлин
Битка за Берлин је била једна од последњих битака у Другом светском рату на европском бојишту. Силовита совјетска армија је напала Берлин са истока. Битка је трајала од касног априла 1945. до раног маја. Пре него што је окончана, Адолф Хитлер је починио самоубиство, а Немачка је капитулирала пет дана по окончању битке.

## Позадина
На почетку 1945, Источни фронт је био релативно стабилан од августа 1944. после операције Багратион. Немци су изгубили Будимпешту, и већину Мађарске, Румунија и Бугарска су биле приморане да се предају и објаве рат Немачкој, а пољска равница је била отворена за совјетску Црвену армију.
Совјетски команданти су након своје неактивности током Варшавског устанка, заузели Варшаву у јануару 1945. Током три дана, на широком фронту који је укључивао четири армијска фронта, Црвена армија је започела офанзиву преко реке Нарев и из правца Варшаве. Након четири дана, Црвена армија је пробила немачки фронт и почела да прелази тридесет до четрдесет километара дневно, ослободивши балтичке државе, Гдањск, Источну Пруску, Познањ, и дошавши на положаје на 60 km источно од Берлина дуж реке Одре.
Контранапад новоформиране Групе армија Висла, под командом Хајнриха Химлера, је пропао до 24. фебруара, и Руси су ушли у Померанију и очистили десну обалу Одре. На југу су три немачка покушаја да помогну опкољеној Будимпешти била неуспешна, и град је пао Совјетима у руке 13. фебруара. Немци су извршили нови контранапад, јер је Хитлер захтевао немогуће – да се линија фронта поново успостави на обали реке Дунав. До 16. марта напад је пропао, и Црвена армија је извршила контраудар истог дана. 30. марта, Совјети су ушли у Аустрију, а Беч су освојили 13. априла.
Само дванаестина или мање горива потребног Вермахту је било доступно. Производња авиона и тенкова је опала, а квалитет је био много слабији него 1944. Свима је било јасно да је немачки пораз питање недеља, али су борбе биле оштре као у било ком периоду рата; национални понос, савезничко инсистирање на безусловној предаји и жеља да се купи време за повлачење на запад, мотивисали су немачке јединице да пруже жесток отпор.
Адолф Хитлер је одлучио да остане у граду.
Западни савезници су имали привремене планове да изврше падобрански десант и заузму Берлин, али су одустали од њих. Двајт Ајзенхауер није видео разлога да се трпе губици у заузимању града који ће бити у совјетској утицајној сфери кад рат буде готов. План није био реалан у броју војника и количини залиха неопходних за операцију.

## Источнонемачка офанзива
Совјетска офанзива у делу Немачке који ће касније постати Источна Немачка (ДДР) је имала два циља. Због Стаљинових сумњи да ће западни савезници предати територију коју су они окупирали, у послератној совјетској зони окупације, офанзива је морала да буде на широком фронту и напредак је морао да буде што је могуће бржи, да би се линија додира са западним савезницима померила што више на запад. Али главни мотив је био да се освоји Берлин. Два циља су била комплементарна, јер се совјетска зона није могла брзо заузети ако се не заузме Берлин. Још један аргумент у прилог освајања Берлина је био његов послератни стратешки значај, укључујући и Хитлеров и немачки програм за атомску бомбу.
Дана 9. априла, 1945, Црвена армија је коначно освојила Кенигзберг (исте године преименован у Калињинград) у Источној Пруској. Ово је омогућило 2. Белоруском фронту (2БФ) маршала Рокосовског да напредује на запад до источне обале реке Одре. Током прве две недеље априла, Руси су извршили своје најбрже прераспоређивање фронта током рата. Маршал Георгиј Жуков је концентрисао свој 1. Белоруски фронт (1БФ) који је био постављен уз Одру од Франкфурта на Одри на југу до Балтика, испред Зеловских висова. 2БФ се пребацио на позиције које је 1БФ напустио, северно од Зеловских висова. Док је ово прераспоређивање било у току, настале су рупе у руском ратном распореду, и остаци Немачке друге армије, која је била окружена у џепу близу Гдањска, успели су да се повуку преко Одре. На југу, маршал Иван Коњев је пребацио тежиште 1. Украјинског фронта (1УФ) из Горње Шлезије на северозапад на реку Нису. Три совјетска фронта су скупа бројала 2,5 милиона људи (укључујући 78.556 војника 1. Пољске армије); 6.250 тенкова; 7.500 авиона; 41.600 артиљеријских оруђа; 3.255 Каћуша, (које су добиле надимак 'Стаљинове оргуље'); и 95.383 возила, од којих је велики број произведен у САД.
Генерал Готхард Хајнрици је 20. марта заменио Химлера на месту команданта Групе армија Висла. Он је био један од најбољих дефанзивних тактичара у немачкој војсци, и одмах је започео да прави одбрамбене планове. Он је (исправно) проценио да ће главни совјетски удар бити начињен преко реке Одре и дуж главног ауто-пута исток-запад. Одлучио је да обале реке Одре поседне само са лаком заштитницом како би избегао уништавање главнине својих снага у јаком артиљеријском баражу који је претходио сваком нападу Црвене армије. Уместо тога је донео одлуку да његове инжињеријске јединице утврде Зеловске висове који су надвисивали реку на месту где ју је ауто-пут прелазио. Започео је да слаби линију на другим рејонима да би ојачао бројност људства које брани висове. Немачки војни инжењери су претворили равницу око обала Одре (већ исквашену пролећним топљењем снега) у мочвару, испустивши воду из узводних резервоара. Иза ове мочваре, су изграђена три одбрамбена прстена, која су се пружала до периферије Берлина. Ови прстенови су се састојали од противтенковских шанчева, противтенковских гнезда и широке мреже ровова и бункера.

### Битка на Одри-Ниси
У раним часовима 16. априла, офанзива је започела масивним бомбардовањем из хиљада артиљеријских оруђа и Каћуша, и овај бараж је трајао данима. Убрзо затим, доста пре зоре, 1БФ је напао преко Одре. 1УФ је напао преко Нисе пре зоре истог дана. 1БФ је имао јачу силу, али и тежи задатак, јер је на његовом правцу напада била концентрисана главнина немачких јединица.
Почетни напад од стране 1БФ је био пропаст. Хајнрици је захваљујући одлуци да прву линију положаја повуче са обале Одре избегао уништавајуће дејство совјетске артиљеријске припреме. Светла 143 рефлектора, постављених да заслепе одбрану, подлегла су дифузији у раној јутарњој магли, и само су показала силуете нападајућих совјетских снага. Мочварно земљиште се показало добрим за ометање напредовања, и под немачким контрабаражом совјетски губици су били огромни. Фрустриран због спорог напредовања, или по директном Стаљиновом наређењу, Жуков је у напад убацио резерве, које су по његовом плану задржане на његовом сектору фронта, иако је требало да буду употребљене на делу фронта на коме руске снаге остваре најзначајнији напредак. До ране вечери, Совјети су напредовали скоро шест километара у неким зонама, али немачка одбрана није била пробијена. На југу, напад 1УФ је ишао по плану. Жуков је био приморан да рапортира да Битка за Зеловске висове не иде по плану. Како би подстакао Жукова на агресивније деловање Стаљин му је запретио да ће дозволити Коњеву, који је брже напредовао, да покрене своје тенковске армије и да уђе у Берлин са југа.
Совјетска тактика масовних напада се показала још скупљом него иначе. До ноћи 17. априла, немачки фронт испред Жукова је остао несломљен. На југу, Група армија Центар, под командом генерала Фердинанда Шернера није била толико жилава. Четврта оклопна армија на северном крилу његове формације се повлачила под налетом 1УФ напада. Он је држао своје две резервне оклопне дивизије на југу покривајући свој центар, уместо да их искористи за подупирање Четврте оклопне армије. Ово је била преломна тачка у бици, јер су до ноћи и положаји Групе армија Висла, и јужни сектори Групе армија Центар постали неодрживи. Осим уколико би се повукли у линију са Четвртом оклопном армијом, суочили би се са опкољавањем. Коњевљеви успешни напади на Шернерове ослабљене одбрамбене положаје јужно од битке за Зеловске висове су реметили Хајнрицијеву бриљантну одбрану.
Дана 18. априла, оба совјетска фронта су остварила значајне напретке, али су совјетски губици поново били велики. До ноћи, 1БФ је стигао до треће и коначне немачке линије одбране, а 1УФ, који је заузео Форст се спремао за пробој у слободан простор иза линија немачке одбране.
Дана 19. априла, 1БФ се пробио кроз последњу линију одбране на Зеловским висовима, и између совјетских снага и Берлина су стајале само разбијене немачке формације. Остаци Девете армије који су држали висове и остатак северног крила Четврте оклопне армије су били у опасности да буду опкољени од стране делова 1УФ – и то 3. Гардијске армије и 3. и 4. Гардијске тенковске армије, које су се пробиле кроз положаје Четврте оклопне армије и скренуле на север према Берлину и према 1БФ. Остале армије 1. Украјинског фронта су се кретале на запад према Американцима. До краја дана (19. априла) немачка источна линија фронта је престала да постоји. Преостали су само џепови отпора. Цена коју су совјетске снаге платиле између 1. и 19. априла била је веома висока са преко 2.807 изгубљених тенкова. У истом периоду, савезници су на западу изгубили 1.079 тенкова.

### Опкољавање Берлина
Дана 20. априла, совјетска артиљерија 1. Белоруског фронта је почела да гађа центар Берлина и није престала док се град није предао. Након рата, Совјети су истицали да је тежина експлозива коју је избацила њихова артиљерија током битке, била већа од тонаже коју су западни бомбардери изручили на град. 1БФ је напредовао према истоку и североистоку града.
1УФ се пробијао кроз последње формације јужног крила Групе армија центар и прошао је северно од Јитербога, преваливши више од половине растојања до америчких положаја на реци Лаби код Магдебурга. На северу између Шћећина и Швета, 2БФ је нападао северно крило Групе армија Висла, које је држала Трећа оклопна армија под командом генерал-пуковник Хасоа фон Мантојфела.
Дана 21. априла, 2. Гардијска армија је напредовала скоро 50 km северно од Берлина а онда напала југозападно од Вернеухена. Остале совјетске јединице су стигле до спољњег одбрамбеног прстена. Совјетски план је био да се прво окружи Берлин, а онда окружи Девета армија.
Када је јужно крило немачке Четврте оклопне армије постигло неке локалне успехе у контра-нападима на северу против 1УФ, Хитлер је издао наређења која су показала да је његово схватање војне реалности у потпуности нестало. Наредио је Деветој армији да држи Котбус и постави фронт ка западу, а онда да нападне Совјете који су напредовали ка северу. Ово би јој омогућило да формира клешта која би срела Четврту оклопну армију која долази са југа и опколе 1УФ пре него што га уништи. Требало је да они координирају своја дејства са нападом Треће оклопне армије и да буду спремни да буду јужни крак клешта које би опколило 1БФ, које би уништио III СС корпус СС генерал-пуковника Феликса Штајнера, који би напредовао северно од Берлина. Феликс Штајнер није имао довољно дивизија за овај подухват. Хајнрици је објаснио Хитлеру да ако се Девета армија одмах не повуче, треба очекивати да ће бити опкољена. Подвукао је да већ исувише касно да се креће на северозапад ка Берлину, и да ће морати да се повлачи на запад. Хајнрици је чак рекао да ће, ако Хитлер не допусти повлачење на запад, затражити да буде разрешен команде.
Дана 22. априла на поподневном састанку, Хитлер је добио напад беса кад је открио да његови јучерашњи планови неће бити остварени. Објавио је да је рат изгубљен, окривио је генерале за пораз и изјавио да ће остати у Берлину до краја, а онда извршити самоубиство. У покушају да смири Хитлеров бес, генерал-пуковник Алфред Јодл је рекао да би 12. армија, која је на западу држала фронт према Американцима могла да се упути у правцу Берлина, јер су Американци већ на Лаби, и вероватно не планирају даље напредовање на исток. Хитлер је одмах прихватио идеју и за пар сати је генералу Валтеру Венку наређено да иступи из борбе са Американцима, и премести Дванаесту армију на североисток као подршку Берлину. Тада се дошло до закључак да би се Девета армија могла повезати са Дванаестом армијом ако би се померила ка западу. Увече је Хајнрицију дата дозвола за ово повезивање.
(Не)далеко од мапа из Хитлеровог бункера у Берлину, и његових фантазија о нападима фантомских дивизија, Совјети су добијали рат. 2БФ је успоставио мостобран на источној обали Одре, 15 km дубок, и био је спреман за сукоб са немачком Трећом оклопном армијом. Девета армија је изгубила Котбус и била је под притиском из правца истока. Совјетски тенкови су били на реци Хавел, источно од Берлина, а на једном месту су пробили унутрашњи одбрамбени прстен Берлина.
Дана 23. априла, совјетски 1БФ и 1УФ су наставили да стежу обруч, одсецајући последњу везу коју је немачка Девета армија имала са градом. Делови 1УФ су наставили да се крећу на запад, и ступили су у борбу са немачком Дванаестом армијом која се кретала ка Берлину. Хитлер је поставио генерала Хелмута Вајдлинга за команданта одбране Берлина. До 24. априла, делови 1БФ и 1УФ су затворили обруч око града.
Сутрадан, 25. априла, 2БФ се пробио кроз линије Треће оклопне армије око мостобрана јужно од Шћећина и прешао је мочвару Рандо. Сада су имали слободан пролаз на запад према британској 21. армијској групи и на север према балтичкој луци Штралсунд. Совјетска 58. гардијска дивизија 5. гардијске армије је успоставила контакт са америчком 69. пешадијском дивизијом Прве армије близу Торгауа, у Немачкој, на реци Лаби.

### Битка за Берлин
Расположиве снаге за одбрану града су укључивале неколико дивизија копнене војске (Хеер) и Вафен СС, полицију, младиће и дечаке из Хитлерове омладине, и Фолксштурма који се састојао од старијих људи, од којих су неки били ветерани из Првог светског рата.
Судбина Берлина је била запечаћена, али је отпор настављен. Совјетско напредовање ка центру града се одвијало дуж неколико главних праваца: са југоистока дуж Франкфуртске авеније (које се завршавало и заустављало на Александерплацу); са југа дуж Зонен авеније које се завршавало северно од Бел Алианц плаца, са југа које се завршавало близу Потсдамер плаца и са севера које се завршавало близу Рајхстага. Рајхстаг, мост Молтке, Александерплац и мостови преко Хавела код Шпандауа су били поприште најжешћих борби које су се одвијале од куће до куће и прса у прса. Страни контингенти СС трупа су се борили посебно жестоко, јер су били идеолошки мотивисани, и јер су веровали да неће преживети ако буду заробљени.
Дана 28. априла Хајнрици је одбио хитлерову наредбу да држи Берлин по сваку цену, па је разрешен команде, и замењен генералом Куртом Штудентом сутрадан. Штудента су, међутим, заробили Британци, па је међузамена био и остао генерал Курт фон Типелскирх.
Дана 30. априла, док су се совјетске снаге пробијале у центар Берлина, Адолф Хитлер се венчао са Евом Браун а онда извршио самоубиство тако што је прво узео цијанид а затим пуцао себи у главу. Генерал Вајдлинг, командант одбране Берлина је предао град Совјетима 2. маја.

### Битка за Халбе
Јужно од Берлина, током битке за Берлин и одређени број дана после ње, немачка Девета армија се очајнички борила да пробије обруч у којем је била, како би се повезала са немачком Дванаестом армијом и онда прешла Лабу да би се предала Американцима.

## Закључак
Битка је окончана након недељу дана тешке борбе, јер су Немци остали без људства и опреме. Немачке залихе су биле изван спољне одбрамбене линије (унутрашњи прстен), и прилично рано током битке су их заробили Совјети. У борби за град, Совјети су изгубили око 2.000 оклопних возила. Немци су имали само неколико тенкова.
У многим деловима града су осветољубиве совјетске трупе (махом позадинске јединице), пљачкале, силовале и убијале цивиле. У почетку је овакво понашање било толерисано од стране официра Црвене армије, али како се инвазија претворила у окупацију, војне власти и НКВД су зауставили овакво понашање. Совјети су претрпели следеће жртве: 50.000 мртвих у граду и 135.000 у целој источној Немачкој; Немци су имали 325.000 погинулих, рањених или несталих ако се укључе и цивили.
Преглед погинулих војника и цивила приближно изгледа овако:
- прелазак преко Одре: Совјети: 35.000 (највише око Силоуа), Немци: 20.000.
- одбрана Берлина: Совјети: 50.000; Немци: 45.000 војника (25.000 из Вермахта; 15.000 из Фолксштурма; 15.000 из Хитлер југенда) и 45.000 цивила.
- битка око Халбеа: Совјети: 30.000; Немци: 60.000 (укључујући 25.000 цивила)
- остале битке: Совјети: 20.000; Немци: 25.000 војника и 25.000 цивила.

Укупни губици: Совјети: 135.000; Немци: 125.000 војника и 95.000 цивила.
135.000 Немаца, од којих је велики број био рањен, се предало у Берлину и око Халбе џепа.
По Хитлеровим жељама, након његове смрти, адмирал Карл Дениц је постао нови Рајхспредседник а Јозеф Гебелс нови Рајхсканцелар. Ипак, Гебелсово самоубиство 1. маја, 1945. је оставило новог шефа државе да сам припреми преговоре о националној предаји. Све немачке оружане снаге су се безусловно предале савезницима 8. маја, 1945. Рат у Европи је углавном био готов, а са њим и Нацистичка Немачка. Хитлеров „хиљадугодишњи рајх“ је трајао 12 година и однео 50 милиона живота широм Европе.